# Trifurcula salvifoliae
Trifurcula salvifoliae là một loài bướm đêm thuộc họ Nepticulidae. Nó được tìm thấy ở Tây Ban Nha.
Sải cánh dài 4.2-4.8 mm.
Ấu trùng ăn Salvia lavandulifolia. The mine the leaves of their host plant. 